# Faun L 912/45 A
Der Faun L 912/45 A war ein militärischer Lastkraftwagen des deutschen Nutzfahrzeugherstellers Faun und gehörte zur 1. Generation der Radfahrzeuge der Bundeswehr.
214 Fahrzeuge dieses Typs wurden in den Jahren 1958 bis 1970 an die Bundeswehr geliefert und hauptsächlich als Zugmaschine für Tiefladeanhänger bis 25 t, Abschlepp- und Bergefahrzeug eingesetzt.

## Beschreibung
Das Fahrzeug ist ein dreiachsiger allradangetriebener Langhauber (Antriebsformel 6×6) mit Pritsche. Unter der sehr langen Motorhaube, die fast ein Drittel der Gesamtfahrzeuglänge ausmacht, kam zunächst ein luftgekühlter Deutz-V12-Dieselmotor vom Typ F 12 L 614 mit 184 kW (250 PS) zum Einsatz. Ab 1961 wurde der ebenfalls luftgekühlte V12-Vielstoff-Dieselmotor Deutz F 12 L 714 A mit 195 kW (265 PS) eingebaut. Äußerlich unterscheidbar waren die beiden Varianten durch unterschiedliche Kühlerverkleidungen. Um die Kühlung des Motors zu verbessern, wurden oft die Seitenteile der Motorhaube entfernt (siehe Bild).
Die Räder der hinteren beiden Achsen sind zwillingsbereift. Das Fahrerhaus ist – wie für viele Militärlastkraftwagen der 1. Generation der Bundeswehr typisch – nicht geschlossen, sondern hat ein faltbares Tuchverdeck und eine nach vorn herunterklappbare Frontscheibe, so dass das Fahrzeug bei Bedarf auch gefechtsmäßig gefahren werden konnte.
Die relativ kurze Pritsche mit Holzboden konnte zum Transport von Lasten bis zu 15 t (z. B. für Ballastgewichte bei schweren Anhängern) oder Personal verwendet werden. Unter dem vorderen Teil der Pritsche war auf dem Fahrzeugrahmen eine Seilwinde der Firma Rotzler mit 8000 kp (78,5 kN) Zugkraft und 60 m Seillänge montiert, die über Führungsrollen sowohl nach hinten als nach vorn eingesetzt werden konnte.
Während die Mehrzahl der Fahrzeuge Ende der Siebzigerjahre ausgemustert wurde, waren die letzten Exemplare bis Anfang der 1990er-Jahre bei der Bundeswehr im Einsatz.

## Technische Daten
| Motor:                 | V12-Dieselmotor Deutz F 12 L 614 (ab 1961: V12-Dieselmotor Deutz F 12 L 714 A), luftgekühlt |
| Hubraum:               | 15.966 cm³ (ab 1961: 19.000 cm³)                                                            |
| Leistung:              | 184 kW (250 PS) bei 2300 min−1 (ab 1961: 195 kW (265 PS) bei 2300 min−1)                    |
| Antrieb:               | Allrad (6×6)                                                                                |
| Leergewicht:           | 12.000 kg                                                                                   |
| zul. Gesamtgewicht:    | 27.000 kg                                                                                   |
| Verbrauch:             | ca. 45 l/100 km (Straße)                                                                    |
| Getriebe:              | 6 Vorwärtsgänge / 1 Rückwärtsgang mit Vorgelege                                             |
| Radstand:              | 3770 + 1460 mm                                                                              |
| Gesamtmaße:            | 7650 × 2500 × 2770 mm (Höhe über Fahrerhaus)                                                |
| Ladefläche:            | 3550 × 2350 mm                                                                              |
| Reifen:                | 12.00-24                                                                                    |
| Höchstgeschwindigkeit: | 76 km/h                                                                                     |

## Ähnliche Fahrzeuge

### Faun L 912/SA (Sattelzugmaschine)

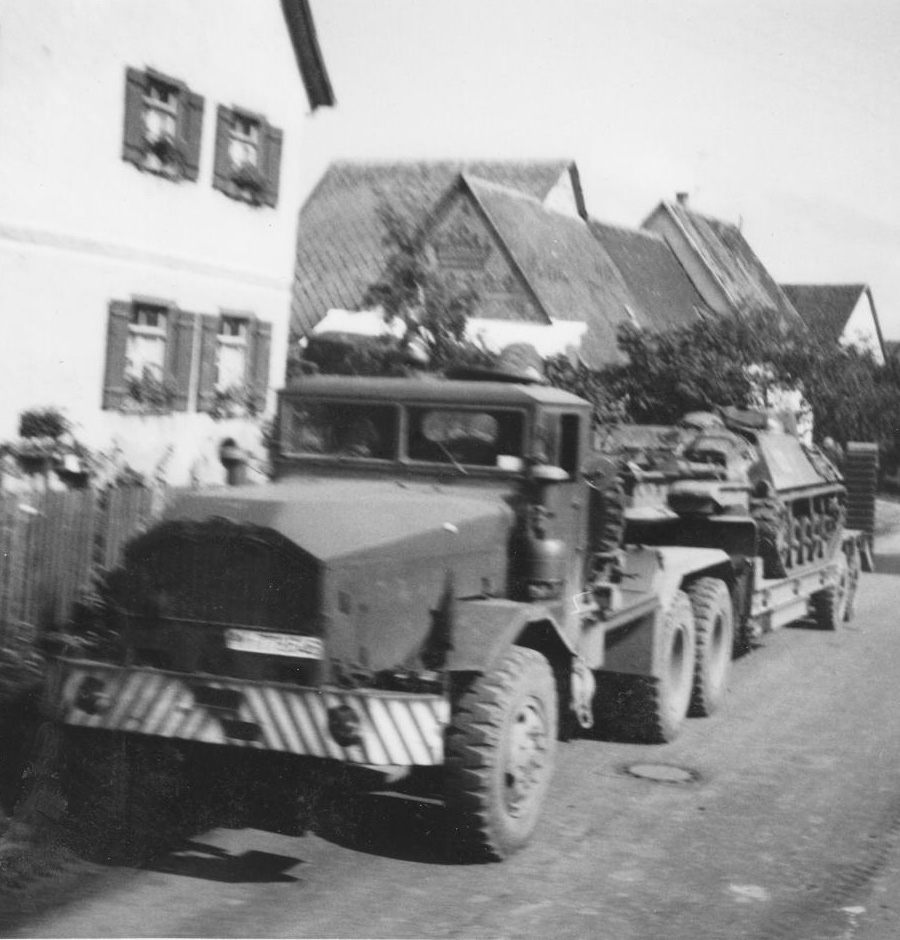
Faun L 912/SA Sattelzugmaschine

Die technischen Daten der Sattelzugmaschine Faun L 912/SA sind mit denen des Faun L 912/45 nahezu identisch, jedoch ist das Fahrzeug aufgrund der nicht vorhandenen Pritsche minimal kürzer und das Leergewicht und zulässige Gesamtgewicht um 500 kg höher.
Zur Aufnahme von Satteltiefladern ist anstelle der Pritsche über den Hinterachsen ein um die Längs- und Querachse beweglicher Sattelteller angebracht. Von 1957 bis 1970 wurden insgesamt 108 Fahrzeuge an die Bundeswehr ausgeliefert. Die frühen Exemplare dieses Typs hatten ein festes Fahrerhaus, bei späteren war es mit dem des Faun L 912/45 A identisch (faltbares Tuchverdeck und klappbare Frontscheibe). Anstelle der Rotzler-Seilwinde des Faun L 912/45 A ist eine Faun-eigene Seilwinde mit 10 Mp (98 kN) Zugkraft und 80 m Seillänge auf dem Fahrzeugrahmen zwischen Sattelteller und Fahrerhaus montiert.

### Faun L 912/5050 A (Gleitkipper)

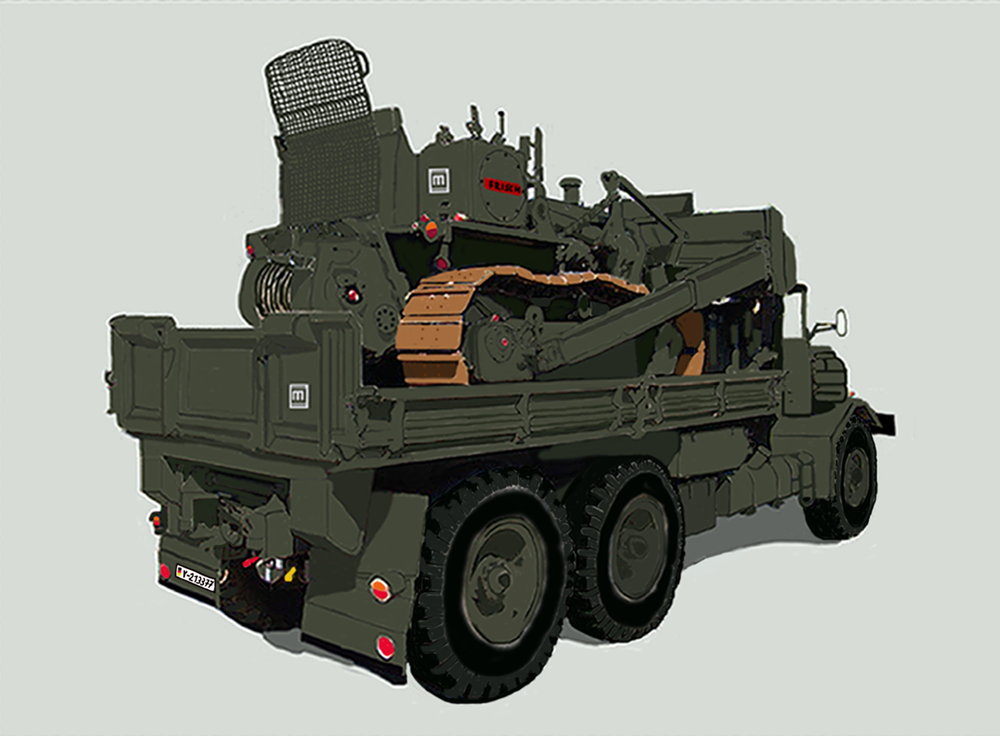
Zeichnung eines Faun Gleitkippers mit Planierraupe Deutz/Frisch DK 60

Zwischen 1959 und 1971 wurden 261 Fahrzeuge des Gleitkippers Faun L 912/5050 A an die Bundeswehr geliefert und dort hauptsächlich bei Pionierbataillonen als Schüttgut-Transporter und als Transportfahrzeug für Planierraupen eingesetzt. Anstelle der festen Pritsche des Faun L 912/45 A verfügt der Faun L 912/5050 A über eine längere Plattform, die sowohl nach hinten gekippt als auch nach hinten ausgeschoben und dann auf den Boden abgesenkt werden konnte, so dass sich die Planierraupe Deutz DK 60 auf- und abladen ließ. Im Gegensatz zum Faun L 912/45 A sind beim Faun L 912/5050 A die Räder größer (die gleichen wie beim Wilhag/Faun Autokran 13 to) und die Hinterräder einzelbereift.
Die technischen Daten des Gleitkippers weichen in folgenden Punkten von denen des Faun L 912/45 A ab:
| Leergewicht:           | 14.600 kg                                    |
| zul. Gesamtgewicht:    | 25.200 kg                                    |
| Radstand:              | 4300 + 1500 mm                               |
| Gesamtmaße:            | 9100 × 2500 × 2900 mm (Höhe über Fahrerhaus) |
| Ladefläche:            | 5000 × 2300 mm                               |
| Reifen:                | 14.00-24                                     |
| Höchstgeschwindigkeit: | 64 km/h                                      |

### Faun L 908/425 A / LK 908 A (Zugmaschine)
Die Zugmaschinen des Typs Faun L 908/425 A sind den Faun L 912/45 A sowohl optisch als auch vom Verwendungszweck her als Abschlepp-, Bergungs- und Materialtransportfahrzeug sowie als Zugmittel für Sonderzwecke recht ähnlich, jedoch handelt es sich hierbei um eine eigenständige Baureihe, die von 1957 bis 1963 in 77 Exemplaren an die Bundeswehr ausgeliefert wurde.
Wesentliche Unterscheidungsmerkmale zum Faun L 912/45 A sind die Einfachbereifung der Hinterachsräder und die kürzere Motorhaube (anstelle der Deutz V12-Diesel/Vielstoffmotoren sind die kürzeren Deutz V8-Diesel/Vielstoffmotoren eingebaut, mit denen auch der Magirus-Deutz Jupiter 6x6 ausgestattet war).
Frühe Exemplare des Fahrzeugs hatten ein festes Fahrerhaus, spätere ein faltbares Tuchverdeck und eine abklappbare Frontscheibe.
Der Faun LK 908 A unterscheidet sich vom L 908/425 A durch einen auf der Pritsche montierten Abschleppkran mit 10 t Hubkraft, der 60 cm über die Pritschenhinterkante herausragt. Von diesem Typ wurden 20 Fahrzeuge beschafft, die alle mit festem Fahrerhaus und Dieselmotor ausgerüstet waren.
Technische Daten (Faun L 908/425 A)
| Motor:                 | V8-Dieselmotor Deutz F 8 L 614 (ab 1961: V12-Dieselmotor F 8 L 714 A), luftgekühlt |
| Hubraum:               | 10.644 cm³ (ab 1961: 12.667 cm³)                                                   |
| Leistung:              | 125 kW (170 PS) bei 2300 min−1 (ab 1961: 131 kW (178 PS) bei 2300 min−1)           |
| Antrieb:               | Allrad (6×6), Vorderrad-Antrieb abschaltbar                                        |
| Leergewicht:           | 9600 kg                                                                            |
| zul. Gesamtgewicht:    | 20.000 kg                                                                          |
| Verbrauch:             | ca. 35 l/100 km (Straße)                                                           |
| Getriebe:              | 6 Vorwärtsgänge / 1 Rückwärtsgang mit Vorgelege                                    |
| Radstand:              | 3550 + 1400 mm                                                                     |
| Gesamtmaße:            | 7210 × 2500 × 2800 mm (Höhe über Fahrerhaus)                                       |
| Ladefläche:            | 3250 × 2350 mm                                                                     |
| Reifen:                | 14.00-20                                                                           |
| Höchstgeschwindigkeit: | 65 km/h                                                                            |